# Sanpaolo IMI
Sanpaolo IMI S.p.A. è stato uno dei maggiori gruppi bancari e assicurativi italiani. Aveva circa 44 000 dipendenti e 7 milioni di clienti. Aveva sede legale a Torino.

## Storia
Il gruppo era il risultato della fusione avvenuta nel 1998 tra il San Paolo di Torino, un istituto di credito ordinario, con l'IMI, Istituto Mobiliare Italiano del Ministero del tesoro. L'IMI era un prestigioso istituto di credito a medio e lungo termine di proprietà pubblica, che operava sui maggiori mercati finanziari internazionali anche nell'interesse del Tesoro.
Era il primo operatore sul mercato dei titoli di Stato, il maggiore collocatore di aziende in Borsa degli anni 1990 (seguì la privatizzazione di Eni, ad esempio) e faceva affidamento su strutture operative assai note nel mondo della finanza come SIGE o SIGECO. Nato durante la grande depressione degli anni trenta come ente pubblico per il credito all'industria, negli anni si era sviluppato su altri fronti. Attraverso la privatizzazione, il Tesoro cedette le proprie quote (quotandolo a Milano e a New York) e così si giunse a questa prima fusione. Poi il gruppo si allargò ulteriormente acquisendo, tra gli altri, il prestigioso Banco di Napoli (da tempo in crisi).

### Intesa Sanpaolo
Il 24 agosto 2006 venne annunciato un progetto di fusione tra Banca Intesa e Sanpaolo IMI, che il 1º dicembre 2006 venne approvato dalle assemblee degli azionisti congiunte di Banca Intesa e Sanpaolo IMI. Il 2 gennaio 2007 la fusione divenne operativa, dando così vita a Intesa Sanpaolo, la principale banca italiana e una delle principali della zona euro. La nuova società bancaria ha sede a Torino ed è amministrata secondo il sistema dualistico, di derivazione germanica, introdotto con la riforma del 2003, che vede la compresenza di un consiglio di sorveglianza (che esercita molti poteri tradizionalmente riservati all'assemblea) e di un consiglio di gestione. In Italia, è la prima applicazione di questo modello in società di grandi dimensioni.

## Ex attività
Svolgeva le seguenti attività:
- bancaria: l'attività era effettuata attraverso circa 3 200 filiali (imprese, retail e private) riferite a varie banche del gruppo aventi marchi fortemente collegati al territorio.
- gestione risparmio e previdenza: l'attività era effettuata attraverso una società dedicata Eurizon, che si occupava della gestione del risparmio, dell'asset management e della previdenza per il gruppo.

### Ex management
Ultimo amministratore delegato è stato Alfonso Iozzo, ultimo presidente è stato Enrico Salza.

## Ex azionisti
A luglio 2006 i principali azionisti erano:
| Compagnia di San Paolo                 | 14,188% |
| Banco Santander Central Hispano        | 8,428%  |
| Fondazione C.R. Padova e Rovigo        | 7,025%  |
| Fondazione C.R. Bologna                | 5,536%  |
| Giovanni Agnelli & C. Sapa             | 4,964%  |
| Assicurazioni Generali                 | 2,112%  |
| Morgan Stanley & Co. International Ltd | 1,745%  |
| Mediobanca                             | 1,722%  |
| Fondazione Monte dei Paschi di Siena   | 1,505%  |
| Società Reale Mutua di Assicurazioni   | 1,502%  |
| Caisse Nationale des Caisses d'Epargne | 1,498%  |

Note: le percentuali si riferiscono al capitale totale.